# 特列菲洛夫卡农村居民点
特列菲洛夫卡农村居民点（俄语：Трефиловское сельское поселение）是俄罗斯联邦别尔哥罗德州拉基特诺耶区所属的一个农村居民点。其下辖有2个居民点，行政中心为特列菲洛夫卡。据2016年统计，该农村居民点的人口为1113人。